# William Frankland
William Frankland (Battle, 9 de março de 1912 — Londres, 2 de abril de 2020) foi um biólogo, botânico, médico, microbiólogo e  farmacologista britânico, cujas realizações incluíram a popularização do Pólen contam como uma informação relacionada ao clima para o público britânico e a previsão de níveis aumentados de alergia à penicilina.
Durante a década de 1950, Frankland serviu como assistente de Alexander Fleming no desenvolvimento da penicilina.
Morreu no dia 2 de abril de 2020, aos 108 anos.